# 小兔班傑明
《小兔班傑明的故事》（英語：The Tale of Benjamin Bunny）是一本由碧雅翠絲·波特(Beatrix Potter)撰寫的童書，最早是在1904年9月由Frederick Warne & Co.出版社發行。這本書算是波特小姐於1902年所出版《彼得兔的故事》（The Tale of Peter Rabbit）的續集。內容是在描述彼得兔跟他的表哥班傑明一起回到麥奎格先生（Mr. McGregor）的菜園，想要找回上次彼得兔掉在這裡的夾克跟鞋子。相較於《彼得兔的故事》，波特小姐對於兔子世界做出更深入的描述。這是一個平行於人類社會的完整兔子社會。
1903年，波特小姐和她的出版社討論之後，決定下一本童書要讓幼童能夠更容易閱讀。這本書主要描述的場景是位於英格蘭湖區(Lake District)的Fawe園，1903年波特小姐在此度過她的夏日時光。除了對於書的開頭與結尾很在意之外，波特小姐尤其堅持書的最後一個詞必須是「兔子煙草」（rabbit-tobacco），因為這個詞是來自於她所景仰的文壇前輩喬爾‧錢德勒‧哈里斯 (Joel Chandler Harris)於1879年所寫的《雷摩大叔》(Uncle Remus) 。《小兔班傑明的故事》立刻就造成轟動，而且在1904年年底就印製了數萬本。
泰晤士報文學增刊 (Times Literary Supplement)除了形容波特小姐的筆觸完美(pencil perfect) ， 也建議波特小姐可以找一個文字助理為日後的創作而準備。波特小姐用托兒所的壁紙來描繪出班傑明的形象。而後來在《佛洛普西的小兔們的故事》（The Tale of the Flopsy Bunnies）與《托德先生的故事》(The Tale of Mr. Tod)中，班傑明則已經變成一隻成熟的兔子了。1992年，《小兔班傑明的故事》也被改編進英國國家廣播公司(BBC)所製作的卡通影集《彼得兔的世界》中。

## 故事背景
1901年，波特小姐自費出版了第一本《彼得兔的故事》。1902年，Frederick Warne & Co.出版社進行了商業發行，市場反應非常熱烈。1904年，波特小姐完成了續集《小兔班傑明的故事》。之後又分別在1909年與1912年出版了《佛洛普西的小兔們的故事》和《托德先生的故事》。由這些故事所組成的兔子大長篇都是啟發自美國文學家喬爾‧錢德勒‧哈里斯 (Joel Chandler Harris)於1879年所寫的《雷摩大叔》(Uncle Remus) 。縱使波特小姐沒有辦法將哈里斯的特色套用在英格蘭的鄉村花園上，她仍然試著將這位美國作家對兔子走路的腳步聲「lippity-clippity, clippity-lippity」，轉成彼得兔故事中的英式狀聲詞「lippity-lippity」。並且在《小兔班傑明的故事》與《托德先生的故事》中使用「兔子煙草」一詞(其實就是薰衣草) 。雖然如此，彼得兔故事的特色跟哈里斯的布雷爾兔(Br'er Rabbit)卻是完全不同的。布雷爾兔是靠著機智狡詐取勝，而班傑明跟彼得兔則是純憑運氣。此外，波特小姐筆下的兔子世界也是遠比哈里斯所描繪的來得歡愉許多。

## 故事情節
當麥奎格先生（Mr. McGregor）和他的妻子坐著馬車離開家之後，班傑明和他的表弟彼得兔展開了他們的冒險行程。他們想要幫彼得兔找回在《彼得兔的故事》丟掉的衣服。當他們發現衣服是在稻草人身上時，彼得兔卻因為上一次冒險的經驗而猶豫是否要進去花園中。班傑明因為要摘一些洋蔥，所以把出發的時間往後延。他把這些洋蔥放入彼得兔的手帕之後，他開始在花園內任意地蹓達。而跟在他身後的彼得兔則是開始緊張兮兮起來。
當他們經過轉角的時候，他們發現有一隻貓在那邊，所以他們躲進一個籃子裡面。想不到這隻貓後來就跑到籃子上面，而把班傑明跟彼得兔困住了好幾個鐘頭。班傑明的父親因為班傑明不見了，所以跑進花園找他的兒子。他把這隻貓從籃子上趕下來，並且把貓關進溫室裡面。班傑明跟彼得兔也因此而重獲自由。
一回到家，彼得兔就趕緊把洋蔥交給媽媽。而彼得兔的媽媽也因為彼得兔找回了他的衣服而原諒他這一次的冒險活動。反而是麥奎格先生回家之後，對於稻草人的衣服不見了以及他的貓咪為什麼被鎖在溫室裡面，一直百思不得其解。[3]

## 作品出版
1903年7月，波特小姐的出版社Frederick Warne & Co.建議她在《松鼠納特金的故事》（The Tale of Squirrel Nutkin）與《格洛斯特的裁縫》（The Tailor of Gloucester）之後，應該要寫一本更簡單易懂的故事書。波特小姐列了幾個腹案給出版社，同時焦慮地希望越快做出決定越好，以便引導她在假日時素描的方向。後來，波特小姐和出版社決定1904年出版的兩本書，其中一本將會是《小兔班傑明的故事》[4] [5]。班傑明在波特小姐之前自費出版的《彼得兔的故事》手稿中已被提及，但後來卻因為與故事內容無關而被割愛。雖然班傑明的父親沒有參與《彼得兔的故事》，他仍然出現在自費發行版本的某一張圖片中 [6]。
波特小姐對於書的開頭與結尾都非常在意之外，也常常避免在重要的片段流於俗套。縱使出版社不喜歡《小兔班傑明的故事》的結局，波特小姐還是拒絕了他們「從此過著幸福快樂的日子」的建議。因為她認為這樣的結局是過於陳腐而不精確的。她對於目前書中所呈現的最後一段文字表示：「我希望這本書可以用『兔子煙草』這個詞來結尾。這是一個相當好的詞兒。[7]」波特小姐重寫了其他好幾個段落，包含兩度改寫麥奎格先生發現貓被鎖在溫室中的段落。[8]
波特小姐趁著和父母在凱西克(Keswick)的Fawe園避暑的時候，將她的素描本畫滿了附近地區的菜園、溫室、冷床、盆栽棚還有果樹牆。波特小姐的父親幫Fawe園照了很多張相片，波特小姐可能有拿他的相片當作素描的輔助[9]。因為之前的圖片沒有讓出版商滿意，所以波特小姐重畫了班傑明的爸爸攻擊貓以及班傑明和彼得兔站在花園牆上的圖片[10]。在 《彼得兔的故事》中，麥奎格先生的花園是在蘇格蘭的伯斯郡(Perthshire) ，然而在《小兔班傑明的故事》中，兔子家族跟麥奎格先生的花園則移到了英格蘭的湖區，一直持續到彼得兔系列故事的最後一本《托德先生的故事》都是如此[11]。
就連冬天到了倫敦[5]，波特小姐仍繼續她的創作。到了1904年的六月中，《小兔班傑明的故事》已經接近大功告成的階段[12]。許多她在Fawe園的素描，幾乎分毫未改地在書中呈現[13]。波特小姐對與兔子們一起完成本書感到欣慰[14]。
這是一本獻給「在薩里地區的老爹兔的孩子們」（the children of Sawrey from old Mr. Bunny）[12][15]。波特小姐對書的開端與結束都非常重視。她指出《小兔班傑明的故事》的結尾必須用一個她從《雷摩大叔》裡創出的一個詞「兔子煙草」[12]。
在1904年9月，這本書首刷兩萬本。不到一個月的時間，就因為反應熱烈而必須再加印一萬本。令波特小姐感到尷尬的是她竟然把「muffetees」(手腕上的暖手巾)拼成「muffettees」。(因為muffetees原意是手腕上的小笨蛋，而波特小姐竟在這個字筆誤)。不過這個錯誤一直到第三刷的時候才被改正[16]。

## 書中插圖
波特小姐借來一隻貓[17]，然後又帶了一隻寵物兔來Fawe園當她的模特兒。她在寫給Warne的信中提到她為了繪圖進行的周詳準備：「我想我已經完成了所有想像得到的兔子生活背景與相關物品的素描，總共大約有七十種這麼多！我希望你會喜歡它們，雖然還蠻潦草的。」不論潦草與否，卷首插圖上畫得唯妙唯肖的洋蔥和紅色康乃馨就是一個最好的註解。這些插圖清楚地展現出波特小姐有多熱愛花園中的花盆、洋蔥和花朵。許多插圖中的物品，像是柵門、盆栽棚以及牆壁，經過這麼多年之後，我們仍然可以從波特小姐的插圖中清楚辨認出來[18]。由於她作品中設定的主色調是黃褐色、咖啡色與淡綠色，波特小姐寫道：「紅色的手帕將會為這本書增色不少。」

## 批評指教
相較於蘇格蘭人報(Scotsman)對這本書的大加讚賞[16]，泰晤士報文學增刊 (Times Literary Supplement)的反應則沒有這麼熱烈。泰晤士報這樣寫道：「這本書給人的第一個感覺是關於落葉的秋天的呈現‧‧‧‧‧‧雖然故事的魅力不減而圖書依舊滑稽，然而波特小姐的幻想力似乎不再。這個故事並沒有結局。明年我們認為她應該要找一位文字助理。我們絲毫不質疑她完美的筆觸。[1]」
波特小姐的傳記作者琳達‧李爾指出，雖然在《彼得兔的故事》之後的故事都沒有辦法呈現更多波特小姐對兔子的熱情，但是《小兔班傑明的故事》卻成功地以比《松鼠納特金的故事》與《格洛斯特的裁縫》簡單的方式對於幼童進行說教。然而《小兔班傑明的故事》和波特小姐之前的著作比起來卻是缺乏活力的，因為這次是按照主題去寫的而不是像《彼得兔的故事》與《松鼠納特金的故事》是由圖文信逐漸發展出來小孩應該有的舉止。
關於《小兔班傑明的故事》故事線的薄弱可以由波特小姐後來降低對於繼續寫彼得兔系列故事的興趣來證明。但是這本書呈現出一個快樂的地方，一個對兔子剖析和行為的深入瞭解，和對菜園精美描繪的插圖。
《小兔班傑明的故事》呈現出波特小姐在之前三個故事沒有碰過的需求。在其他的故事中，她耗盡了原本在素描本中的背景插圖而因此被迫要去創作新的插圖。但是對波特小姐而言，對她的藝術最大的挑戰來自於在被要求寫續集故事的壓力下，一個天才必須既要滿足出版商對於另一個商業成功的需要也要能夠符合大眾對於她的故事應該要歡樂的期望[20]。

## 後續發展
在波特小姐出版《小兔班傑明的故事》之後不久，班傑明變成波特小姐所設計的托兒所壁紙上的故事主題。班傑明跟彼得兔在1905年出版的《提姬.溫克爾太太的故事》（The Tale of Mrs. Tiggy-Winkle）曾經客串演出，然後在1909年與1912年的《佛洛普西的小兔們的故事》和《托德先生的故事》中，以成熟兔子的角色重新登場。
1992年，這個故事被改編進英國國家廣播公司(BBC)所製作的卡通影集《彼得兔的世界》中。而班傑明也曾經在《托德先生的故事》、《佛洛普西的小兔們的故事》與《小不點鼠太太的故事》（The Tale of Mrs. Tittlemouse）中出現。